# Europejskie Igrzyska Halowe w Lekkoatletyce 1968 – bieg na 800 m mężczyzn
Bieg na 800 metrów mężczyzn – jedna z konkurencji biegowych rozgrywanych podczas lekkoatletycznych europejskich igrzysk halowych w hali Palacio de Deportes w Madrycie. Eliminacje i bieg finałowy zostały rozegrane 9 marca 1968. Zwyciężył reprezentant Irlandii Noel Carroll, który obronił tytuł zdobyty na poprzednich igrzyskach.

## Rezultaty

### Eliminacje
Rozegrano 2 biegi eliminacyjne, do których przystąpiło 8 biegaczy. Awans do finału dawało zajęcie jednego z trzech pierwszych miejsc swoim biegu (Q).
Opracowano na podstawie materiału źródłowego.
Bieg 1
| Miejsce | Zawodnik           | Czas    | Uwagi |
| ------- | ------------------ | ------- | ----- |
| 1       | Alberto Esteban    | 1:51,19 | Q     |
| 2       | Michaił Żełobowski | 1:51,3  | Q     |
| 3       | Noel Carroll       | 1:51,9  | Q     |
| 4       | Pavel Hruška       | 1:52,6  |       |

Bieg 2
| Miejsce | Zawodnik          | Czas    | Uwagi |
| ------- | ----------------- | ------- | ----- |
| 1       | Siergiej Kriuczok | 1:57,58 | Q     |
| 2       | Gerd Larsen       | 1:57,7  | Q     |
| 3       | Jan Kasal         | 1:58,1  | Q     |
| 4       | Jože Međimurec    | 1:58,3  |       |

### Finał
Opracowano na podstawie materiału źródłowego.
| Miejsce | Zawodnik           | Czas    |
| ------- | ------------------ | ------- |
| 1       | Noel Carroll       | 1:56,61 |
| 2       | Alberto Esteban    | 1:57,7  |
| 3       | Siergiej Kriuczok  | 1:58,1  |
| 4       | Gerd Larsen        | 1:58,3  |
| 5       | Michaił Żełobowski | 1:58,7  |
| 6       | Jan Kasal          | 1:59,2  |